# Frontière entre la Croatie et la Serbie

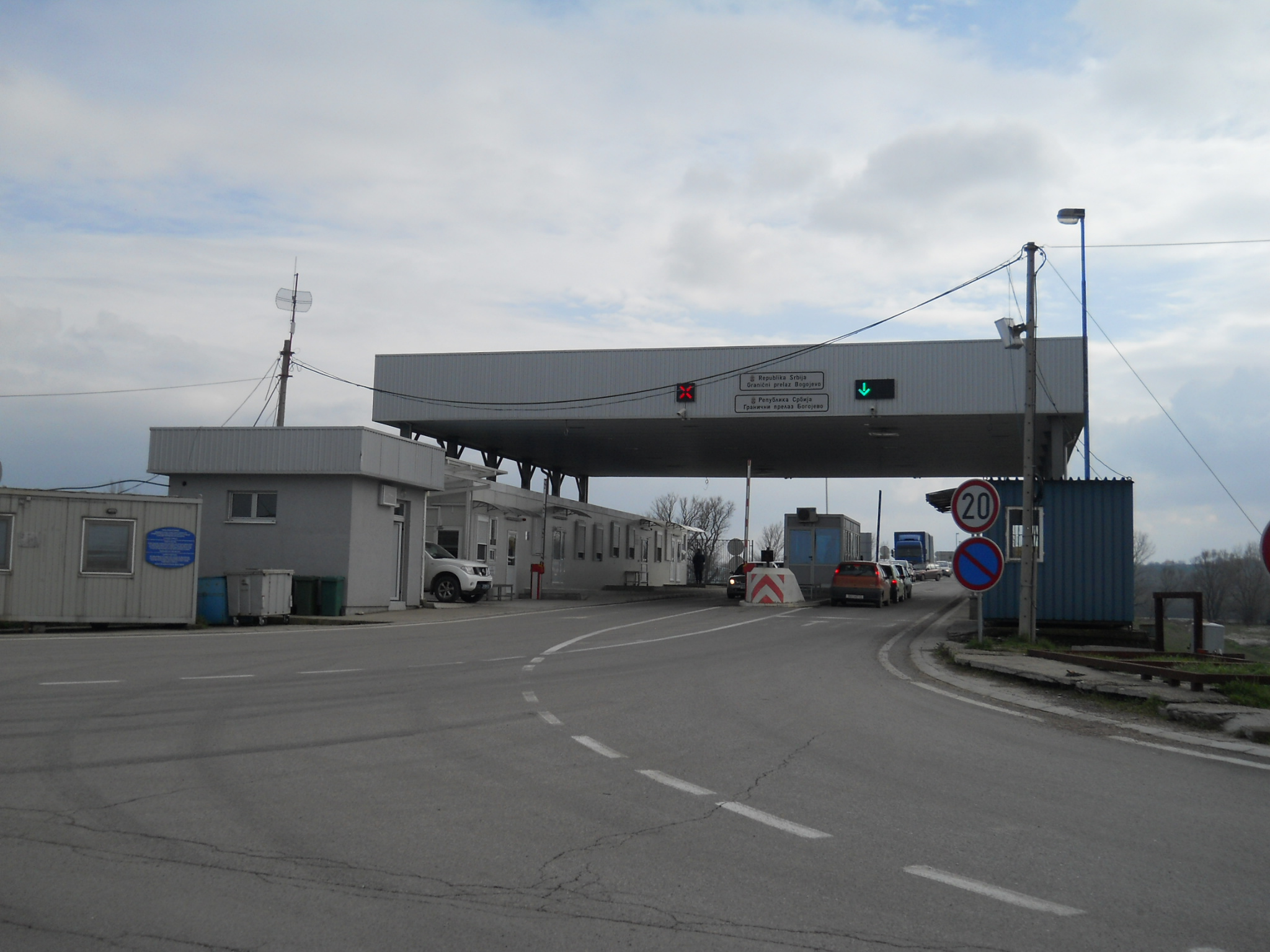
Le poste-frontière de Bogojevo.

La frontière entre la Croatie et la Serbie est formée de deux sections : celle du Nord longe le Danube et celle du Sud, en Syrmie, est terrestre. Elle a été tracée en 1946 et modifiée en 1948 au sein de la Yougoslavie, entre les républiques socialistes fédérées croate et serbe.

## Description
D'une longueur de 217 km, dont 137 délimités par le Danube, la frontière est grossièrement orientée du nord au sud. En partant du nord, elle démarre au tripoint entre les deux pays et la Hongrie et suit le cours du Danube, qui s'infléchit vers l'est, jusqu'au niveau de la ville serbe de Bačka Palanka. Elle bifurque alors vers le sud, puis l'ouest, et de nouveau le sud, jusqu'à rejoindre le tripoint avec la Bosnie-Herzégovine.
Les deux pays s'opposent au sujet de la partie danubienne de leur frontière : pour la Serbie, c'est le talweg qui sert de délimitation, alors que la Croatie revendique le tracé des anciennes limites entre les comitats hongrois de Baranya et de Bács-Bodrog, remontant à l'époque austro-hongroise, quand le cours du fleuve suivait plusieurs méandres, pour la plupart situés à l'Est du talweg actuel. Ces revendications croates du côté serbe du fleuve, impliquent pour la Croatie le renoncement à une zone qui n'est donc revendiquée par aucun des deux pays (terra nullius).

Revendications croates dans les régions de Bačka (en jaune) et renoncements consécutifs en Baranja (terra nullius en vert).
Évolution de la frontière en Syrmie et revendications autour de Vukovar.

## Histoire
La frontière entre la Croatie et la Serbie a été délimitée en 1946 comme limite interne de la République fédérative socialiste de Yougoslavie, entre ces deux républiques fédérées. Sa partie fluviale suivait le talweg du Danube ; sa partie terrestre était initialement presque rectiligne nord-sud du Danube (Opatovać) à la Save (Jamena). En 1946 et 1948 elle a été modifiée par un échange territorial rallongeant la rive croate (droite) du Danube jusqu'à Ilok vers l'Est et la rive serbe (gauche) de la Save jusqu'à Račinovci vers l'Ouest. Lors de la dislocation de la Yougoslavie, cette frontière est devenue internationale, son tracé a été contesté par les deux pays et finalement accepté en 1996, à l'exception de la partie danubienne où subsiste le litige issu de la différence entre l'ancien talweg du XIXe siècle et l'actuel.

## Revendications de laterra nullius
Quatre micronations revendiquent les terra nullius entre les deux pays :
- Le 13 avril 2015, le Liberland : Le terrain nommé Siga
- Le 23 avril 2015, le Royaume d'Enclava : La "poche 1"
- Le 24 mai 2015, la Principauté d'Ongal : Les "poches 2 et 3" ainsi qu'un petit terrain, en face de la ville serbe d'Apatin.
- Le 30 mai 2019, le Verdis : La poche 3.

En mai 2015, le ministère serbe des Affaires étrangères déclara que ces revendications ne concernent que la Croatie car le statut de terra nullius est un point de vue exclusivement croate, consécutif aux revendications croates sur la rive gauche (est) du fleuve. Du point de vue serbe, la frontière se trouve comme tracée en 1946-48 sur le talweg actuel du Danube et la Serbie n'est donc pas impliquée dans ce qui se passe sur la rive droite (ouest) ; toute éventuelle modification des frontières entre la Serbie et la Croatie devra en passer par des négociations bilatérales entre ces deux pays à l'exclusion de tout autre,.